# 13690 Lesleymartin
13690 Lesleymartin eller 1997 RG9 är en asteroid i huvudbältet som upptäcktes den 10 september 1997 av den belgiske astronomen Thierry Pauwels i Uccle. Den är uppkallad efter Lesley och Martin Goldsmith.
Asteroiden har en diameter på ungefär 14 kilometer.